# Vuelta a Andalucía 1996
La 42ª edición de la Vuelta a Andalucía se disputó entre el 19 y el 23 de febrero de 1996 con un recorrido de 864,6 km dividido en 5 etapas, con inicio en Sevilla y final en Granada. 
El vencedor, Neil Stephens, cubrió la prueba a una velocidad media de 37,759 km/h, la clasificación de la regularidad fue para el alemán Erik Zabel, la de la montaña para el español Francisco Cabello y la de las metas volantes para el danés Frank Høj.

## Etapas
| Etapa | Fecha         | Recorrido                           | Km    | Ganador de la etapa |
| 1ª    | 19 de febrero | Sevilla - Sevilla                   | 147,8 | Wilfried Nelissen   |
| 2ª    | 20 de febrero | Arcos de la Frontera - Vélez-Málaga | 224,9 | Olaf Ludwig         |
| 3ª    | 21 de febrero | Málaga - Málaga                     | 117,3 | Erik Zabel          |
| 4ª    | 22 de febrero | Torre del Mar - Jaén                | 205,7 | Wilfried Nelissen   |
| 5ª    | 23 de febrero | Carteia - Granada                   | 168,9 | Maarten Den Bakker  |